# 1989 BW1
1989 BW1 är en asteroid i huvudbältet som upptäcktes den 29 januari 1989 av den tjeckiske astronomen Antonín Mrkos vid Kleť-observatoriet i Tjeckien.
Asteroiden har en diameter på ungefär 3 kilometer.